# Danny McBride
Pour les articles homonymes, voir McBride.
Daniel McBride, dit Danny McBride, est un acteur, humoriste, producteur et scénariste américain, né le 29 décembre 1976 à Statesboro, en Géorgie (États-Unis).
Révélé par la critique avec The Foot Fist Way, ce n'est qu'avec ses rôles dans Délire Express et Tonnerre sous les tropiques, ainsi qu'avec la série Kenny Powers, qu'il se fait véritablement connaître du grand public. Sa carrière est consacrée principalement à la comédie, mais il a également fait des apparitions dans un registre plus sérieux, notamment avec All the Real Girls et In the Air.
Il travaille régulièrement avec les réalisateurs Jody Hill et David Gordon Green.

## Biographie

### Débuts et révélation comique
C'est en 2003 que sa carrière d'acteur démarre avec le drame romantique All the Real Girls, réalisé par David Gordon Green, dans lequel il partage la vedette avec Paul Schneider et Zooey Deschanel. Bien que le succès commercial soit limité, le film obtient en revanche un bon accueil dans les festivals, notamment celui de Sundance.
Trois ans plus tard, il incarne le rôle principal du film The Foot Fist Way, dans lequel il incarne un professeur de Taekwondo déjanté et dont il a écrit le scénario. Le film, produit par la société de Will Ferrell (Gary Sanchez Productions) avec un faible budget, connaît un succès dans les festivals.
Ses premiers succès d'estime lui permettent d'apparaître dans de grosses productions, majoritairement des comédies tels que Hot Rod, 'et Les Femmes de ses rêves.

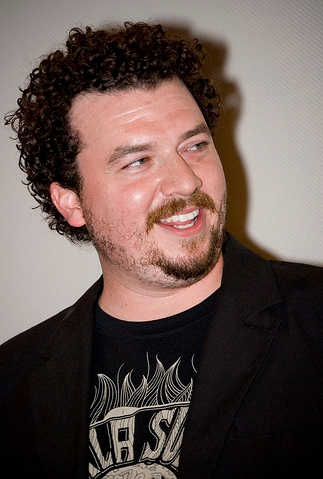
L'acteur en mars 2009, pour la promotion de Observe and Report.

C'est en 2008 qu'il se fait véritablement connaître du grand public : au cinéma, en incarnant l'ami clochard d'Owen Wilson dans Drillbit Taylor, garde du corps, l'artificier déjanté dans Tonnerre sous les tropiques et un revendeur de drogue, qui n'hésite pas à "balancer" ses amis dans Délire express. Et à la télévision en ayant sa propre série télévisée.
En effet, c'est durant cette période de reconnaissance qu'il crée et interprète le rôle-titre de la série Kenny Powers, diffusé sur HBO, qui est renouvelé par la chaîne pour une deuxième saison, puis pour une troisième saison,,.
Parallèlement, il aura enchaîné les rôles au cinéma, que ce soit des apparitions dans Fanboys et Observe and Report, ou des rôles plus importants comme dans Le Monde (presque) perdu, où il incarne un péquenaud débrouillard entrainé avec Will Ferrell et Anna Friel dans un monde parallèle et In the Air, où il devient le futur beau-frère de George Clooney. Si le premier est un échec public et critique, le second rencontre quant à lui les faveurs de la critique et un bon succès commercial.
En 2010, il prête sa voix à un des personnages du dessin animé Moi, moche et méchant et, en 2011, il incarne le protagoniste principal de Votre Majesté (Your Highness). Et en 2013, il rejoint la bande des comédiens fidèles de Judd Apatow réunis pour la satire post-apocalyptique C'est la fin, sous la direction de Seth Rogen et Evan Goldberg. Il y joue une version extrême de lui-même. La même année, Kenny Powers se conclut au bout de quatre saisons sur HBO.

### Passage à un registre dramatique
L'année 2015 lui permet de s'extirper d'un registre potache : il évolue d'abord dans la comédie dramatique Welcome Back, écrite et réalisée par Cameron Crowe, et menée par Bradley Cooper, Emma Stone et Rachel McAdams ; puis se fait diriger par Barry Levinson dans Rock the Kasbah, aux côtés de Bill Murray, Bruce Willis, Kate Hudson et Zooey Deschanel.
En 2016, il est à l'affiche de Zeroville, une réalisation de James Franco, mais lance surtout sa seconde série télévisée sur HBO, Vice Principals, dont il partage l'affiche avec Walton Goggins, et où il officie encore en tant que co-créateur et scénariste.
En 2017, il est choisi pour intégrer la distribution principale du blockbuster de science-fiction Alien: Covenant, réalisé par Ridley Scott. Il fait partie des nouveaux acteurs, avec Katherine Waterston et Billy Crudup, à rejoindre les interprètes du premier opus, Michael Fassbender et Noomi Rapace.

## Filmographie
Sauf indication contraire, les informations mentionnées dans cette section peuvent être confirmées par la base de données cinématographiques IMDb,  présente dans la section « Liens externes ».

### Acteur

#### Cinéma
- 2003 : All the Real Girls de David Gordon Green : Bust-Ass
- 2006 : The Foot Fist Way de Jody Hill : Fred Simmons
- 2007 : Hot Rod d'Akiva Schaffer : Rico
- 2007 : SuperGrave (Superbad) de Greg Mottola : ami à la fête (non crédité)
- 2007 : Les Femmes de ses rêves (The Heartbreak Kid) de Peter et Bobby Farrelly : Martin
- 2008 : Drillbit Taylor, garde du corps (Drillbit Taylor), de Steven Brill : Don
- 2008 : Fanboys de Kyle Newman : Head Of Security
- 2008 : Délire Express (Pineapple Express) de David Gordon Green : Red
- 2008 : Tonnerre sous les tropiques (Tropic Thunder) de Ben Stiller : Cody
- 2009 : Observe and Report de Jody Hill : Caucasian Crackhead
- 2009 : Le Monde (presque) perdu (Land of the Lost) de Brad Silberling : Will Stanton
- 2009 : In the Air (Up in the Air), de Jason Reitman : Jim
- 2010 : Moi, moche et méchant (Despicable me) de Chris Renaud et Pierre Coffin : Fred McDade (voix)
- 2010 : Date limite (Due Date) de Todd Phillips : l'employé de Western Union
- 2011 : Votre Majesté (Your Highness) de David Gordon Green : Thadeous
- 2011 : Kung Fu Panda 2 de Jennifer Yuh Nelson : Chef Loup (voix)
- 2011 : 30 minutes maximum de Ruben Fleischer : Dwayne
- 2013 : Tandis que j'agonise de James Franco : Vernon Tull
- 2013 : C'est la fin (This Is the End) de Seth Rogen et Evan Goldberg : lui-même
- 2014 : The Sound and the Fury de James Franco : le shérif (caméo)
- 2015 : Welcome Back de Cameron Crowe
- 2015 : Zeroville de James Franco
- 2015 : Rock the Kasbah de Barry Levinson
- 2016 : Angry Birds, le film (The Angry Birds Movie) de Clay Kaytis et Fergal Reilly : Bomb (voix)
- 2016 : Sausage Party de Conrad Vernon et Greg Tiernan : Moutarde au miel (voix)
- 2017 : Alien: Covenant de Ridley Scott : Tennessee
- 2017 : The Disaster Artist de James Franco : lui-même (caméo)
- 2018 : My Deer Hunter Dad (The Legacy of a Whitetail Deer Hunter) de Jody Hill : Don
- 2018 : Arizona de Jonathan Watson : Sonny
- 2018 : Zeroville de James Franco : un financier
- 2021 : Les Mitchell contre les machines de Mike Rianda et Jeff Rowe : Rick Mitchell (voix)

#### Télévision
- 2007 : Drunk History (série télévisée) : George Washington
- 2009-2013 : Kenny Powers (série télévisée) : Kenny Powers
- 2016-2017 : Vice Principals (série télévisée) : Neal Gamby
- Depuis 2019 : The Righteous Gemstones (série télévisée) : Jesse Gemstone

### Scénariste
- 2006 : The Foot Fist Way de Jody Hill : Fred Simmons
- 2009-2013 : Kenny Powers (série télévisée) - 29 épisodes
- 2011 : Votre Majesté (Your Highness) de David Gordon Green
- 2016-2017 : Vice Principals (série télévisée) - 18 épisodes
- 2018 : The Legacy of a Whitetail Deer Hunter de Jody Hill
- 2018 : Halloween de David Gordon Green
- 2021 : Halloween Kills de David Gordon Green
- 2022 : Halloween Ends de David Gordon Green

### Réalisateur
- 2016-2017 : Vice Principals (série télévisée) - 2 épisodes

## Voix françaises
Danny McBride est doublé en français par les acteurs suivants :
En France
| - Pascal Casanova dans : - Kenny Powers (série télévisée) - Clear History (téléfilm) - Vice Principals (série télévisée) - Alien: Covenant - The Disaster Artist - The Righteous Gemstones (série télévisée) - Lionel Tua dans : - Le Monde (presque) perdu - Welcome Back - Arizona - Xavier Fagnon dans : - In the Air - 30 minutes maximum - Gilles Morvan dans : - Kung Fu Panda 2 (voix) - Rock the Kasbah | - Jean-Jacques Nervest dans : - Les Femmes de ses rêves - Don Verdean - Serge Biavan dans : - Angry Birds, le film (voix) - Angry Birds : Copains comme cochons (voix) et aussi - Laurent Morteau dans Drillbit Taylor, garde du corps - Jean-Loup Horwitz dans Délire Express - Stéphane Bazin dans Tonnerre sous les tropiques - Paul Borne dans Date Limite - Daniel Kenigsberg dans Moi, moche et méchant (voix) - Lionel Bourguet dans Votre Majesté - Jérémie Covillault dans C'est la fin - Cyrille Monge dans Sausage Party (voix) - Thibaut Lacour dans My Deer Hunter Dad - Bruno Magne dans Les Mitchell contre les machines (voix) |

Au Québec
Note : la liste indique les titres québécois.
| - Olivier Visentin dans : - Ananas Express - Terre Perdue | et aussi - Frédérik Zacharek dans Le Brise-Cœur - Patrick Chouinard dans Drillbit Taylor, garde du corps - Louis-Philippe Dandenault dans Son Altesse |